# Френк Гамер
Френсіс Август Гамер (en. Francis Augustus Hamer) — відомий техаський рейнджер, популярний у масовій культурі першочергово за переслідування та вбивство відомого дуету бандитів 1930-х років — Бонні та Клайда. Френсіс набув легендарного статусу на Південному Заході США як типовий техаський рейнджер. Був внесений до Залу слави Техаського рейнджера.

## Ранні роки
Френк Гамер народився в 1884 році в місті Фейрвью, графство Вілсон, штат Техас, де його батько керував ковальською майстернею. Він був одним з п'яти братів, чотири з яких стали Техасськими рейнджерами. Його сім'я переїхала на ранчо Уелч в окрузі Сан-Саба, де він і виріс. Пізніше Гамер провів час в Оксфорді, окрузі Ллано (тепер це місто-привид); пізніше він жартував про те, що він єдиний "освічений Оксфорд". У молодості Гамер працював у магазині свого батька, а колись, ще у віці до 20 років працював співаком на місцевому ранчо.
Вважається, що Френк почав свою кар'єру в правоохоронних органах у 1905 році. Під час роботи на ранчо Карра в Західному Техасі, він упіймав крадія коня. Місцевий шериф був настільки вражений цим, що він рекомендував Гамеру приєднатися до Рейнджерів, що Френк і зробив наступного року. Як і ковбої попередніх поколінь, Гамер почував себе як удома на відкритій техаській прерії і розумів всі ознаки, і закономірності природи.

## Правоохоронна кар'єра
Гамер був рейнджером час від часу, інколи для того, щоб знайти іншу роботу. Розпочав він з приєднання до компанії капітана Джона Х. Роджерса в місті Альпіне, Техас, 21 квітня 1906 року і почав патрулювати кордон з Мексикою. У 1908 році він пішов з рейнджерів, щоб стати міським маршалом в місті Навасота, штат Техас. Навасота було містом, поглиненим беззаконням і насильством: "перестрілки на головній вулиці були настільки частими, що за два роки померло не менше ста чоловік". У віці 24 років, Гамер переїхав туди і забезпечив цим закон і порядок.
У 1911 році він переїхав до Х'юстона, щоб працювати спеціальним слідчим, де був відряджений до офісу шерифа округу Гарріс. У 1914 році він був найнятий як заступник шерифа в повіті Кімбл, призначений на посаду слідчого крадіжки худоби.
Гамер знову приєднався до Рейнджерів у 1915 році і знову був призначений для патрулювання південно-техаського кордону навколо Браунсвілла. Внаслідок постійних заворушень в Мексиці під час революції в цій країні, рейнджери найбільш серйозно займалися контрабандистами зброї. Вони також намагалися контролювати бутлегерів під час Сухого закону та бандитів, які перетинали незаконно кордон.